# 第55师团
第55师团（Dai-gojūgo Shidan）是二战期间日本帝国陆军的一个步兵师团。它的代号是壮兵团（Sou Heidan） 。该师团于1940年7月10日在善通寺市成立。师团核心是原第十一师团的师部。该师团的主要兵员来自四国岛的四个县。第55师团最初被分配到中部军。
1941年，该师被分配到第15军，参加了入侵缅甸的行动。该师的第143步兵团，分别攻取了土瓦（Tavoy）和丹老 （Mergui），而主力部队于1942年1月31日攻下了毛淡棉（Moulmein)。1942年3月，该师在东古与被削弱的国军第200师战斗了14天。当国军成功突围时，战斗随之结束。1942年4月18日，第55师团包围了国军第55师，最终将其歼灭。在缅甸战役期间，其第144步兵团从该师中分离并被派往新几内亚。1943年3月18日，第55师团的剩余部队在顿拜阻击英军的进攻。1943年4月3日，该师开始越过马玉，最终包围并击败了一些英国部队。从1943年5月起，该师团遭遇英军更强烈的抵抗。1943年11月中旬，第55师团仍在若开地区。最后，该师在1944年2月发动了一场失败的攻势，是为第二次若开战役。1944年2月19日，当时从3000人减员至400人的第112步兵团团长中断了与师部的无线电通信将其部撤出战场。在灾难性的英帕尔战役之后，该师被分配到缅甸的第28军，并在撤退至伊洛瓦底江后被分配至第38军。1945年8月15日，当日本宣布投降时，第55师团在金边向盟军投降。